# لیمپیو
لیمپیو (به اسپانیایی: Limpio) شهری در کشور پاراگوئه، ناحیه مرکزی است که جمعیت آن در سرشماری سال ۲۰۰۲ میلادی ۷۳٫۱۵۸ نفر بوده‌است.